# Albele
Albele (wymowaⓘ) – wieś w Rumunii, w okręgu Bacău, w gminie Bârsănești. W 2011 roku liczyła 615 mieszkańców.